# Paramelita flexa
Paramelita flexa là một loài giáp xác thuộc họ Paramelitidae. Nó là loài đặc hữu của Nam Phi.